# Brixia variolata
Brixia variolata är en insektsart som beskrevs av Williams 1975. Brixia variolata ingår i släktet Brixia och familjen kilstritar. Inga underarter finns listade i Catalogue of Life.